# Barnacle Bill
Pour plus de détails, voir Fiche technique et Distribution.
Barnacle Bill est un film américain en noir et blanc réalisé par Richard Thorpe, sorti en 1941.
NB : Il existe un autre film anglophone également intitulé Barnacle Bill, tourné en Angleterre en 1957 aux studios d'Ealing dans lequel Alec Guiness joue le rôle comique d'un officier de marine en proie au mal de mer qui prend le commandement d'une estacade (pier : jetée promenade avec attractions foraines). Il a été diffusé en France sous le titre Il était un petit navire.

## Synopsis
Bill Johansen est un patron pêcheur à San Pedro, qui préfère aller pêcher avec son ami Pico Rodriguez et boire les bénéfices plutôt que de s'attaquer à Kelly, le propriétaire du navire frigorifique qui arnaque ses collègues. Il va finir par y être poussé par Marge, la fille du propriétaire du magasin d'accastillage, et par Virginia, sa propre fille, qu'il n'avait pas revue depuis des années.

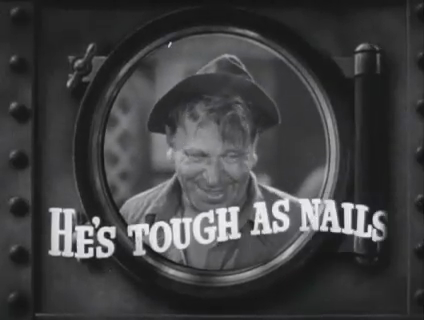
Wallace Beery

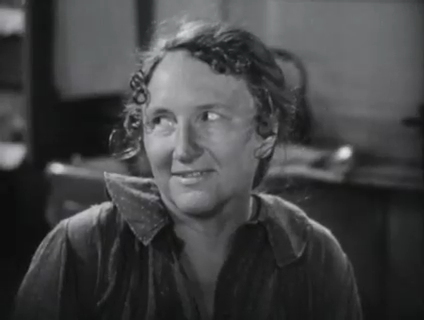
Marjorie Main

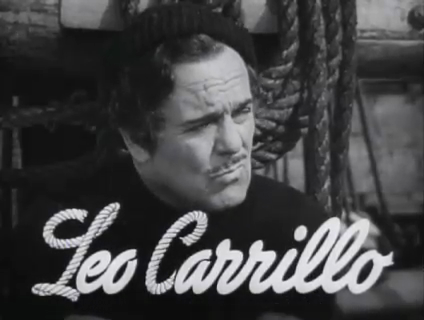
Leo Carrillo

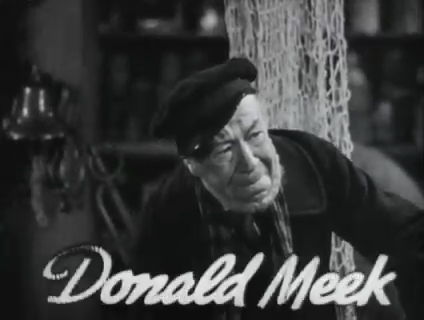
Donald Meek

## Fiche technique
- Titre original : Barnacle Bill
- Titre français : Un vieux loup de mer[1]
- Réalisation : Richard Thorpe
- Scénario : Jack Jevne (en), Hugo Butler
- Direction artistique : Cedric Gibbons
- Décors : Edwin B. Willis
- Photographie : Clyde De Vinna
- Son : Douglas Shearer
- Montage : Frank E. Hull
- Musique : Bronislau Kaper, Lennie Hayton
- Production : Milton H. Bren (en)
- Société de production : Metro-Goldwyn-Mayer
- Société de distribution : Loew's Inc.
- Pays de production :  États-Unis
- Langue originale : anglais américain
- Format : noir et blanc — 35 mm — Format d'image : 1,37:1 — son : mono (Western Electric Sound System)
- Genre : comédie dramatique
- Durée : 90 minutes
- Dates de sortie : 
  - États-Unis : 4 juillet 1941

## Distribution
- Wallace Beery : Bill Johansen
- Marjorie Main : Marge Cavendish
- Leo Carrillo : Pico Rodriguez
- Virginia Weidler : Virginia Johansen
- Donald Meek : "Pop" Cavendish, le père de Marge
- Barton MacLane : John Kelly
- Connie Gilchrist : Mamie
- Sara Haden : Tante Letty
- William Edmunds : Joe Petillo
- Don Terry : Dixon
- Alec Craig : MacDonald

Acteurs non crédités
- Jules Cowles : un paroissien
- Monte Montague : Dolan

## Chansons du film
- Bringing in the Sheaves : paroles de Knowles Shaw, musique de George A. Minor
- That's How I Need You : paroles de Joseph McCarthy et Joe Goodwin, musique d'Al Piantadosi